# Valencias snabbspårväg, Venezuela
Valencias snabbspårväg (Spanska: Metro Valencia or Metro de Valencia) är ett snabbspårvägssystem i Venezuela som betjänar Valencia och dess grannkommuner Naguanagua och San Diego, Venezuela. Systemet består av linje 1 och öppnade den 18 november 2006 dock med endast 3 av 7 stationer igång. Exakt ett år senare öppnade trafik med alla stationer igång. Var dag åker 60 000 människor i Valencias tunnelbana. Linje 2 är under konstruktion, linje 3 är förbi planeringsstadiet och linje 4 håller på att planeras.